# Guo Jie
Guo Jie, född 16 januari 1912 i Dalian, Republiken Kina, död 15 november 2015 i Xi'an i Kina, var en kinesisk diskuskastare som deltog i OS 1936 i Berlin, där han med ett kinesiskt rekordkast på 41,13 inte kvalificerade sig till finalen.
Fram tills Guo Jie avled 15 november 2015 var han världens äldsta levande olympiska deltagare, en position som därefter under en vecka innehades av den svenska simhopparen Ingeborg Sjöqvist.